# Герб на Уругвай
Гербът на Уругвай е официален символ на страната от 1908 г. Предложен е през 1829 г. За негов образец служи градски герб на столицата Монтевидео от 18 век.
Гербът се състои от овал, разделен на 4 равни части, над който стои Майско слънце. Обиколен е с две маслинови клонки, свързани под него със синя панделка. В горната лява чевърт на овала, на синьо поле са изобразени златни везни като символ на равенството и справедливостта. В горната дясна четвърт е представен стилизиран образ на планината Монтевидео, с крепостта на върха си, която представлява силата и способността на отбрана на страната. В долната дясна част, на сребрист фон, е представен кон, символизиращ свободата. В долната дясна част е изобразен златен бик на син фон, символизиращ богатството и изобилието, донесло скотовъдството на странта.